# Холопеничи
Холо́пеничи (бел. Хало́пенічы) — городской посёлок в Крупском районе Минской области Беларуси. Административный центр Холопеничского сельсовета. Численность населения — 1 336 человек (на 1 января 2025 года).
Холопеничи — давнее место исторической Оршанщины (часть Витебской), бывшая столица графства.
26 августа 2023 года территория городского посёлка Холопеничи включена в состав Холопеничского сельсовета.

## Этимология
По мнению этнографа Адама Богдановича, отца белорусского поэта Максима Богдановича, топоним «Холопеничи» имеет скифское происхождение: от «хола» или «гола» — вода, озеро и «пея» — река. Согласно другой версии, в основе названия балтский гидроним «Халапея» с таким же значением (озеро, образованное речкой). Географ Вадим Жучкевич объяснял топоним через слово «холоп».
Рядом с современной официальным названием Холо́пеничи также применяется вариант Холопе́ничи.

## Географическое положение
Расположен примерно в 27 км к северу от города Крупки. В 22 км на юго-запад от города Новолукомль, и в 129 км к северо-востоку от столицы страны — Минска. Находится в 22 км от трассы М1.

## История

### Великое княжество Литовское
В середине XV века местечком, расположенным на территории Оршанского повета Великого Княжества Литовского, владел князь Федор Довговд. После смерти Довговда, местечко перешло во владение великому князю Казимиру Ягеллону. Первое письменное упоминание о Холопеничах (Хлопавичы) датируется 1451 годом, когда Казимир Ягеллон передал канцлеру Михаилу Кезгайловичу 10 данников и 11 тяглых крестьян в ряде деревень Лукомльской волости. В 1476 г. Холопеничи перешли во владение племяннику Кейзгайловича, Николаю и далее его прямым потомкам. В 1594 г. местность перешла к пану Мальхеру Шемету, с 1610 к Войцеху Дорогостайскому. С 1620 г. Холопеничи находились во владении рода Нонгартов и насчитывали 37 дворов. Местечко в то время состояло из двух частей, которые имели отдельные названия — Недаровкавец и Шчуровка.
До 1620 г. практически все части местечка приобрел оршанский хорунжий (позже подкоморий) Николай Млечко, превративший Холопеничи в центр крупного имения. Сохранился его дневник, в котором содержится инвентарь за 1620 г.: план господского дома, описание кухонной утвари, скота, хозяйственных принадлежностей, список вещей, подаренных католической церкви, лекарские и кулинарные рецепты. В 1638 г. Николай Млечко построил в Холопеничах костел и основал при нём монастырь кармелитов (существовал до конца XVII века). После смерти Млечко (1644), Холопеничами владела его вдова Дорота Покашавна и представители рода Млечко. К 1669 г. в местечке было 260 хозяйств.
В 1667 г. Холопеничи перешли к мстиславскому воеводе Николаю Цехановецкому. В середине 1670-х — собственниками Холопеничи стали Гедеон Халецкий и его жена Евфимия Млечко. В 1703 г., их сын Мартиан Доминик Халецкий основал здесь монастырь доминиканцев и деревянный костел (сгорел в 1844), в 1712 г. — построил новую униатскую церковь. С 1730-х Холопеничи находились во владении рода Хрептовичей. На 1748 г. часть усадеб (116 дворов) принадлежало Антонию Халецкому. В середине XVIII века держателями Холопенич были мозырский хорунжий Александр Пшездецкий, овручский чашник Мартиан Михайловский, Казимир Баратынский и другие. Юридически хозяевами имения были дочери Мартиана Халецкого — Евфимия и Фекла, после — их потомки из рода Халецких, Мосальских, Ожешко-Астрейко. В 1742 г. половину Холопенич купил Мартиан Хрептович (в это время Холопеничское имение впервые названо графством), а в 1743 взял в заставу вторую половину. В 1766-95 годах на таких же правах Холопеничами владел его сын канцлер ВКЛ Иоахим Хрептович.

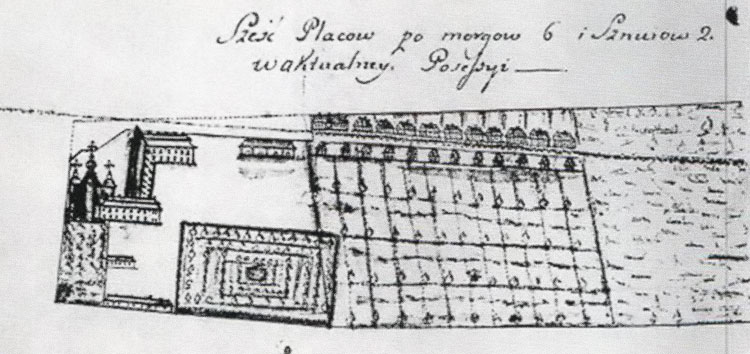
Доминиканский монастырь, план XVIII век

После первого раздела Польши (1772), в результате которого Орша оказалась в составе Российской империи, Холопеничи получили городское право и стали столицей остатков Оршанского повета. Здесь собирались уездные сеймики. В 1775 эдукационная комиссия открыла в Холопеничах 3-классную школу, ставшую одной из первых в Беларуси светских школ, само место насчитывало 127 дворов. По информации на 1777 г., в местечке было 78 дворов, начали регулярно проводиться ярмарки (четыре в год). В 1783 г. Иоахим Хрептович придал Холопеничам значительные экономические льготы, что способствовало хозяйственному подъёму и наплыву крестьян, бежавших с других имений, в том числе из-за российской границы. В 1784 г. российские войска напали на местечко ради захвата бегущих. После смерти графа Хрептовича, имение перешло в наследство двум его внучкам, Марии и Елене, которые позже вышли замуж за русских дворян А. П. Бутенёва и В. П. Титова. Основная часть имения, которая охватывала Крупский район, досталась Елене Титовой.

### Российская империя

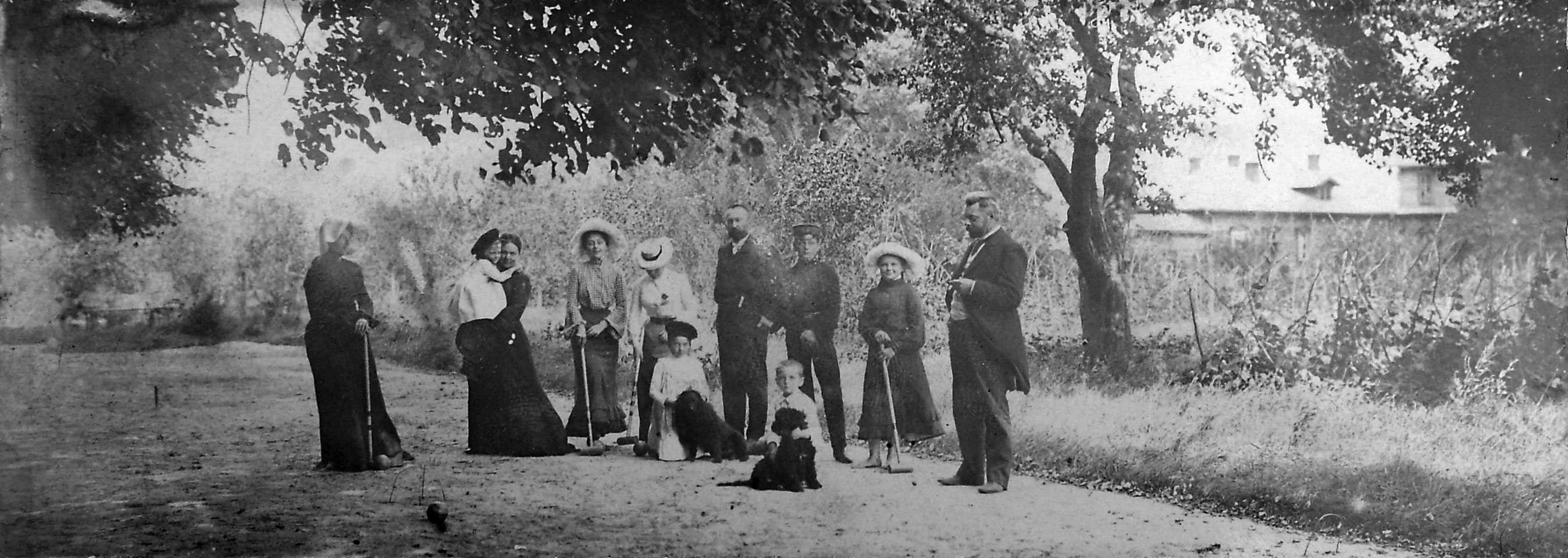
Владельцы имения в Холопеничах, 1903

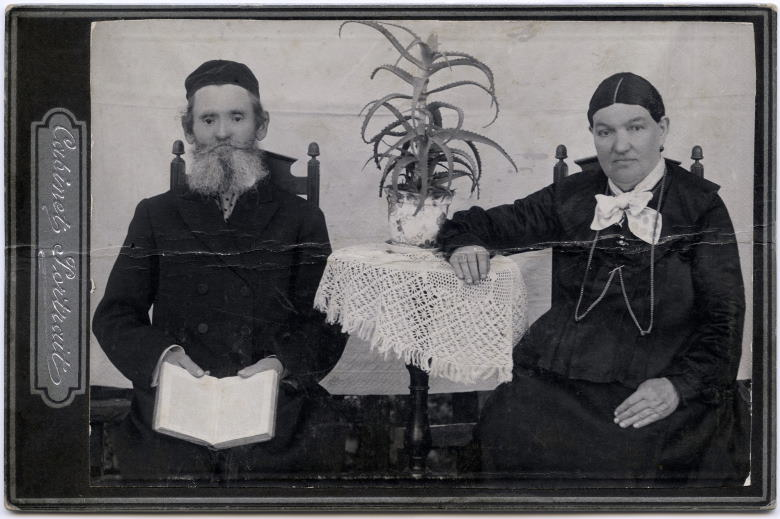
Еврейская семья из Холопенич. Фотограф Лейбман

В результате второго раздела Польши (1793) Холопеничи оказались в составе Российской империи, где стали центром Холопеничской волости Борисовского уезда.
В Отечественную войну 1812 года имение Хрептовичей разграбили и разрушили французские войска. В 1828 г., в Холопеничах соорудили Успенскую церковь, в 1840 г. — основали винокуренный завод. После подавления польского восстания, (1830—1831) российские власти в 1839 г. закрыли монастырь доминиканцев. Только в 1844 г. здешние католики добились разрешения восстановить костел. После восстания 1863—64 гг. Холопеничи перестали быть частновладельческим местечком. В 1844 в Холопеничах 586 крепостных крестьян, 5 семей дворян, 6 мещан, 105 еврейских семей, действовали 2 еврейские школы, костел, синагога, церковь, заезжий дом, кирпичный завод. В 1861 г. в честь отмены крепостного права в городке установлен памятный знак. В 1863 году, открыто народное училище, где в 1892 г. где обучались 56 мальчиков и 14 девочек. В том же году построена новая каменная Успенская церковь. Холопеничский приход включал, кроме местечка, 14 деревень и имел более 3,7 тыс. прихожан, церкви принадлежали 100 гектаров земли. Имение находилось во владении Гарковских, в 1867 г. имение перешло к Рудольфу Вилькену фон Беверсхофу. В 1874 г. значительное число жителей Холопенич умерло от эпидемии оспы. Каждый год проводилась трехдневная ярмарка, по воскресеньям — торги. В 1881 году открылся волостной фельдшерский пункт, заработала паровая машина (7 рабочих), в 1898 — паровая мельница. В 1897 г. в Холопеничах 2254 жителя, действовали костел и церковь, работало одноклассное народное училище, больница, почтово-телеграфное отделение, 15 магазинов, проходили 2 ежегодные ярмарки.
На 1900 г. — 255 дворов, 2193 жителя. В 1913 г. открылась земская больница. На 1917 г. — 413 дворов, 1923 жителя. В феврале — ноябре 1918 г., во время Первой мировой войны местечко оккупировано немецкими войсками.

### СССР

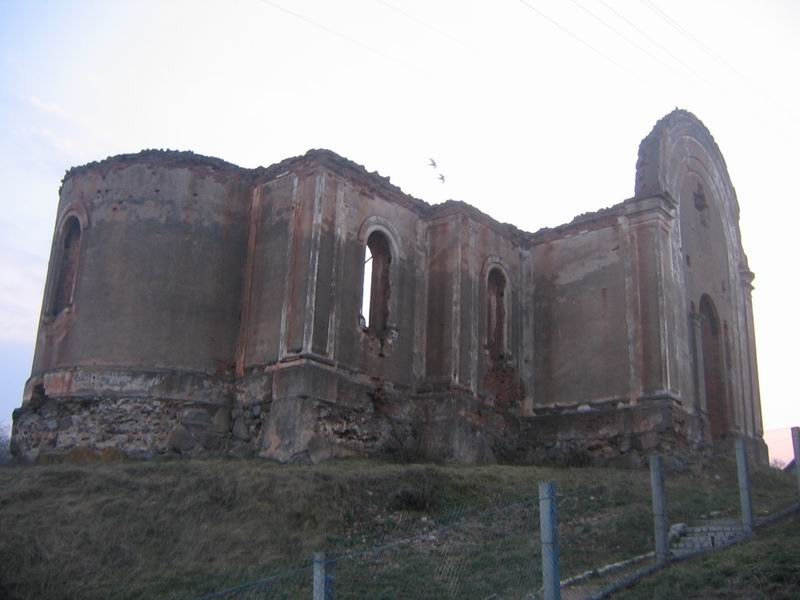
Руины Успенской церкви

1 января 1919 г., в соответствии с постановлением I съезда КП(б) Белоруссии, местечко вошло в состав Белорусской ССР, в Борисовский уезд Минской губернии. В августе 1920 г. состоялось собрание представителей волости (свыше 200 крестьян), на котором была поддержана резолюция в поддержку советской власти, через месяц был создан совхоз. Работали мельница, винокурный завод. В 1923 году — 413 дворов, 1923 жителя.
В 1924—1931 гг. и 1935—1960 гг. Холопеничи были центром района. На 1923 г. в местечке насчитывалось 413 дворов. В 1924 г. открылись 7-летняя и еврейская школы, в 1928 г. здесь основали сапожную артель «Свая Праца», в 1929 г. организован колхоз «Новая жизнь» (12 хозяйств), в 1931 г. — образованы портняжная артель «Новый путь» и швейная «Свободная работа», также работали паровая мельница, электростанция, детский сад. Действовал молодёжный клуб, при нём — театр. 27 сентября 1938 г. поселение получило официальный статус поселка городского типа и стало центром поселкового совета, начала работать машинно-тракторная станция. После культурной революции СССР (1930-е) Успенская церковь была закрыта советскими властями.
Во время Второй мировой войны с 1 июля 1941 г. по 29 июня 1944 г. Холопеничи находились под немецкой оккупацией. Немецкие оккупационные власти возобновили службу в Успенской церкви. Евреи местечка были согнаны в гетто и в сентябре 1941 года расстреляны. Действовало патриотическое подполье, выдавалась газета «Красное Знамя» — печатный орган подпольного райкома КП(б)Б. Освобожден посёлок 29 июня 1944 года. На фронтах погибли 137 чел., в партизанской борьбе — 24. После освобождения восстановлена больница. В 1944 г. Успенская церковь была частично разрушена артиллерийским огнём советских войск. После войны церковь продолжала разрушаться. В 1950-е годы начали работать торф- и хлебозавод.
С 20 января 1960 года после упразднения Холопеничского района в составе Крупского района, центр поселкового Совета и совхоза «Холопеничи».

### Республика Беларусь
В 1990-е приход церкви восстановил деятельность и местные жители работали над восстановлением Успенской церкви. Работали маслосырзавод, хлебокомбинат, станкостроительный завод. Во второй половине 90-х, рядом с руинами церкви была возведена временная деревянная церковь под тем же именем. С 30 декабря 2009 поселок стал центром сельского совета и СПК «Холопеничи».
26 августа 2023 года территория городского посёлка Холопеничи включена в состав Холопеничского сельсовета.

Местечко на старых снимках
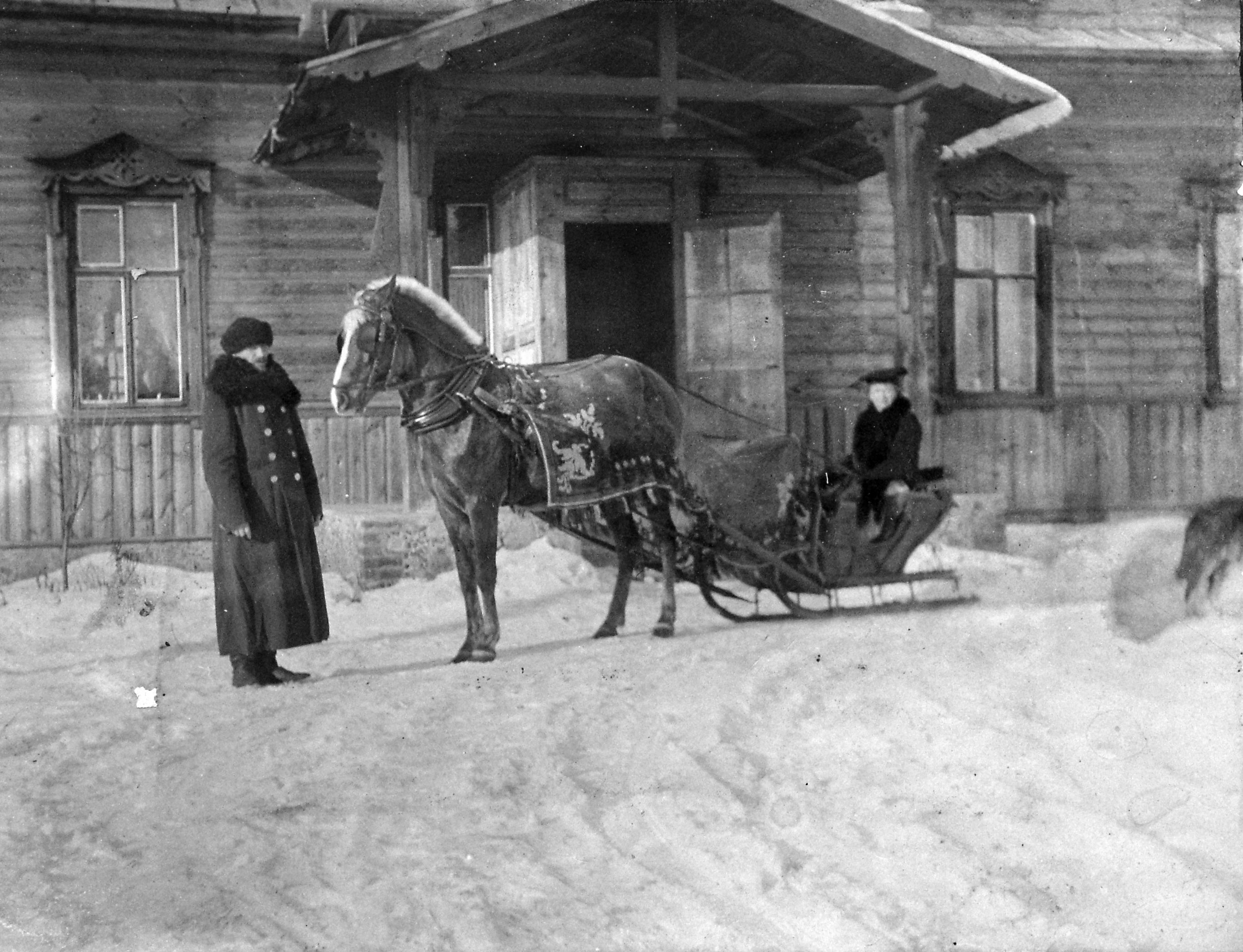
У крыльца усадьбы, 1900
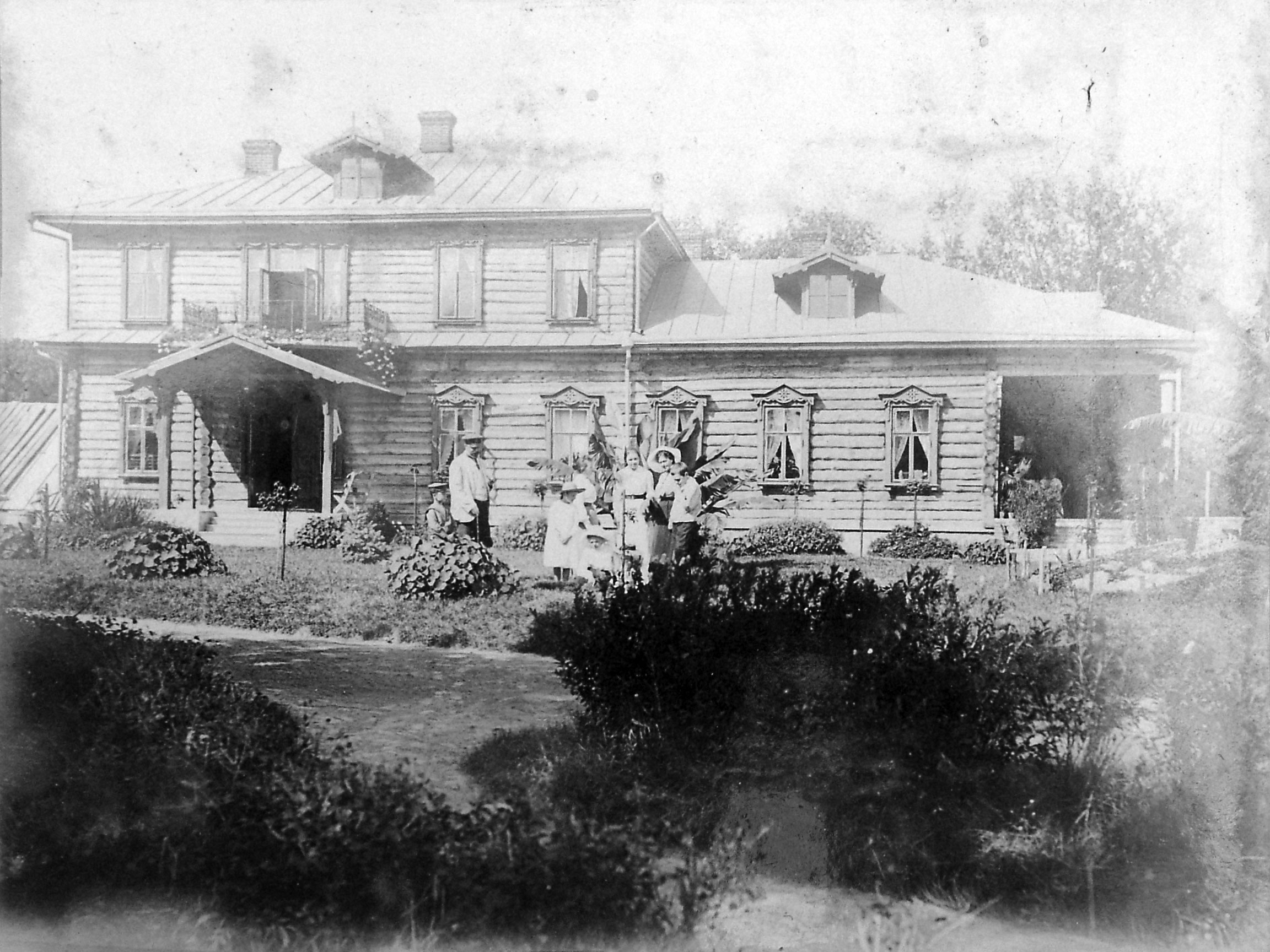
Усадьба, август 1903
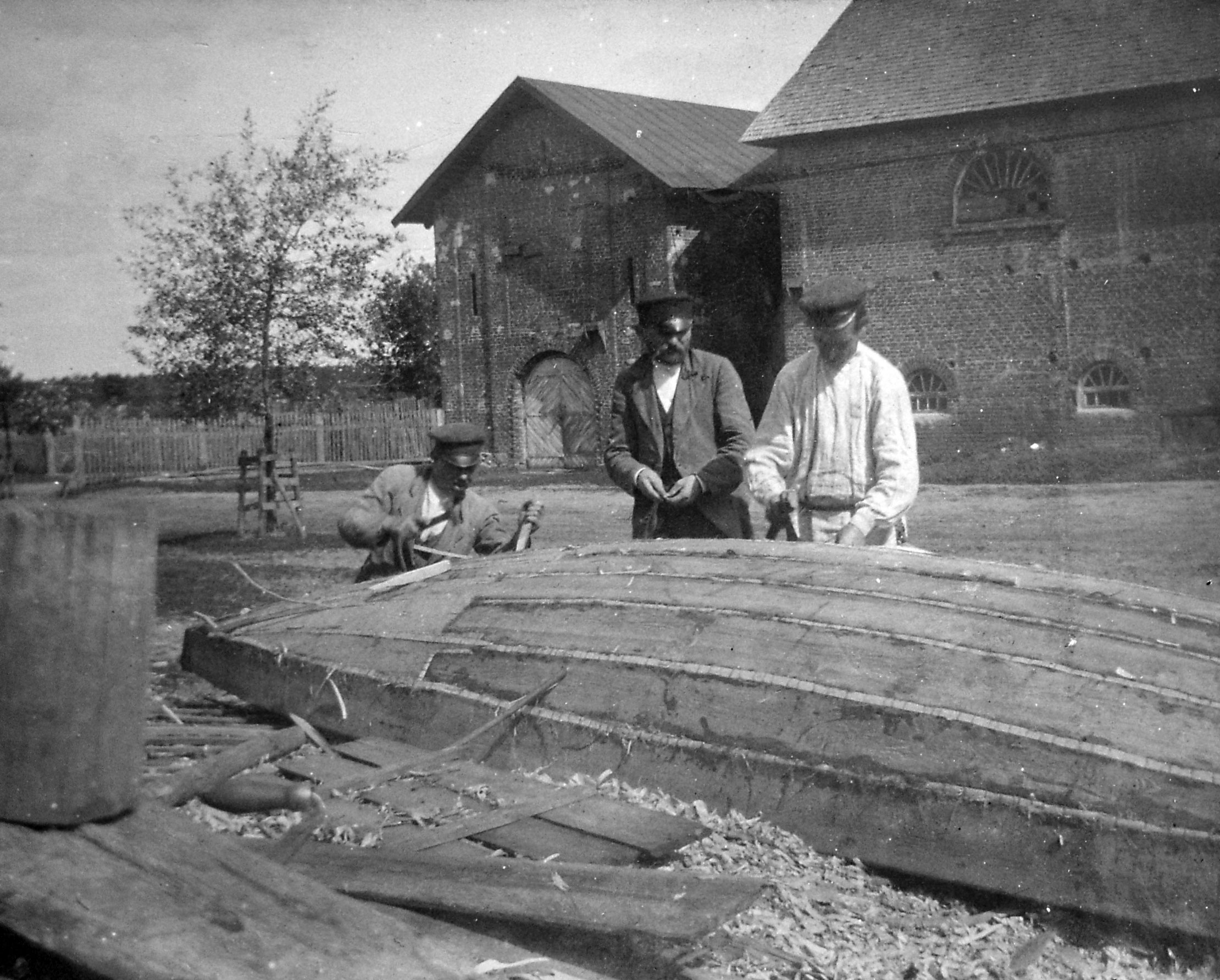
Усадьба, май 1904
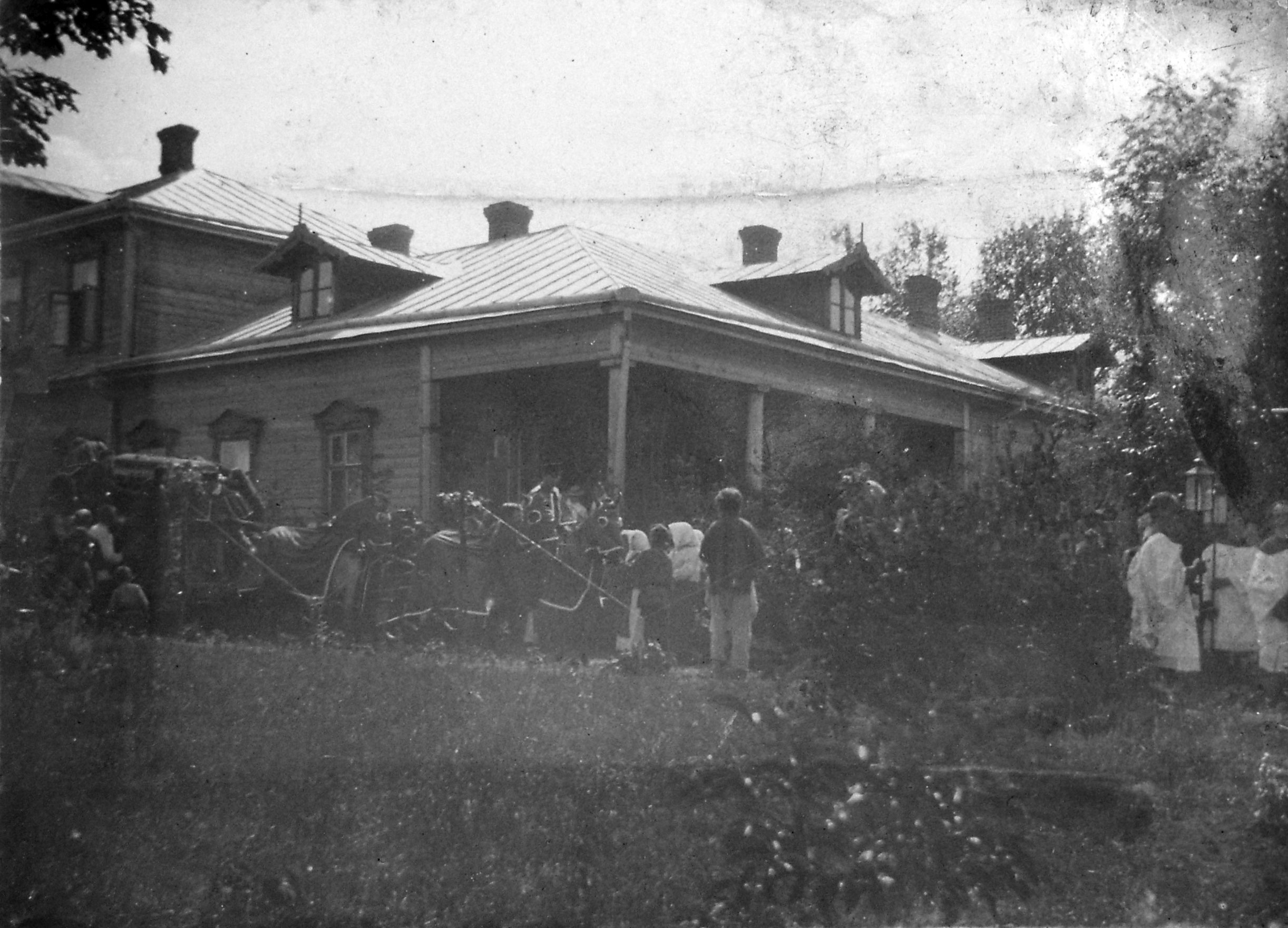
Усадьба, 14.06.1904
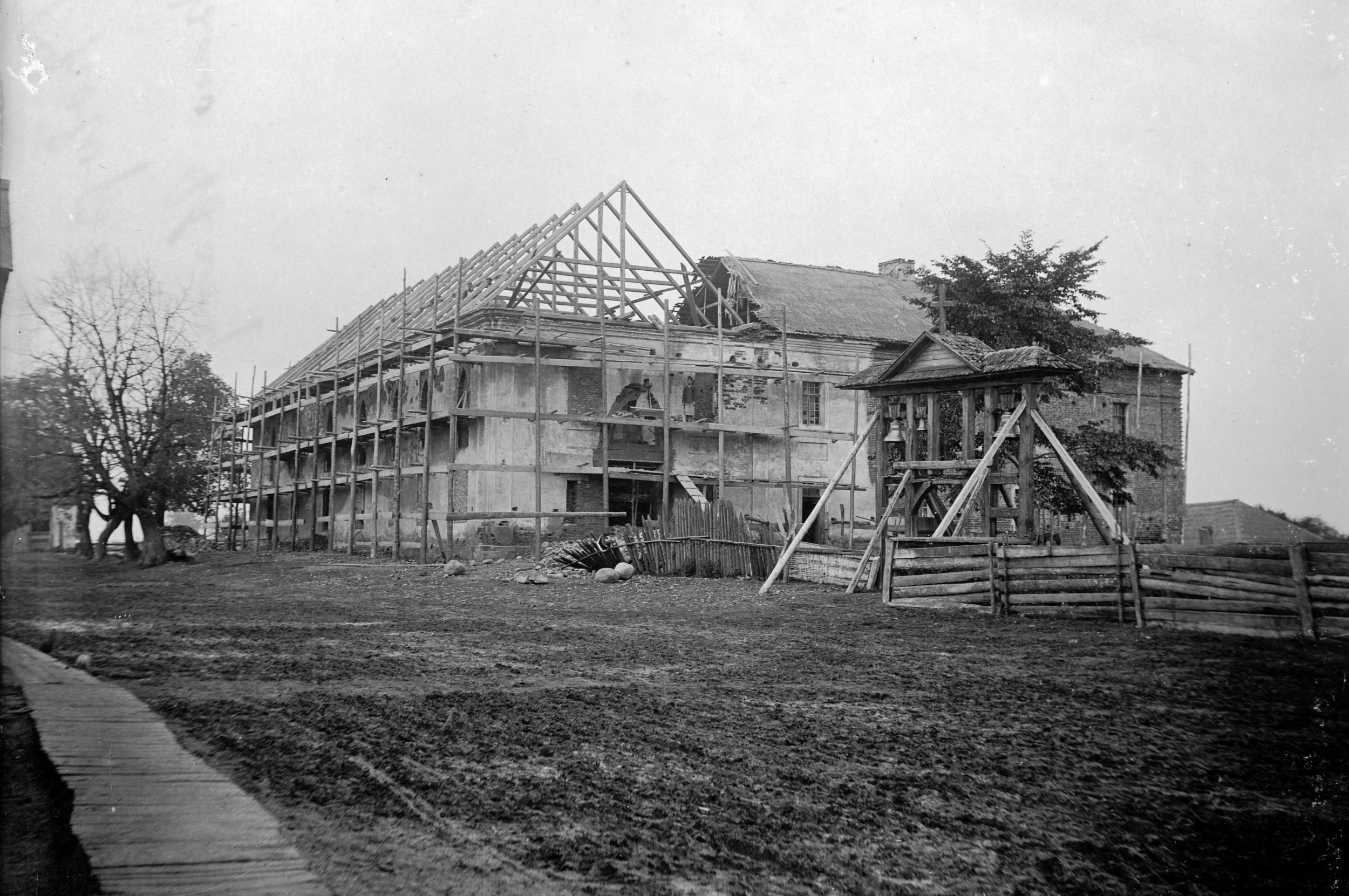
Улица Виленская. Костел и монастырь доминиканцев, 1904
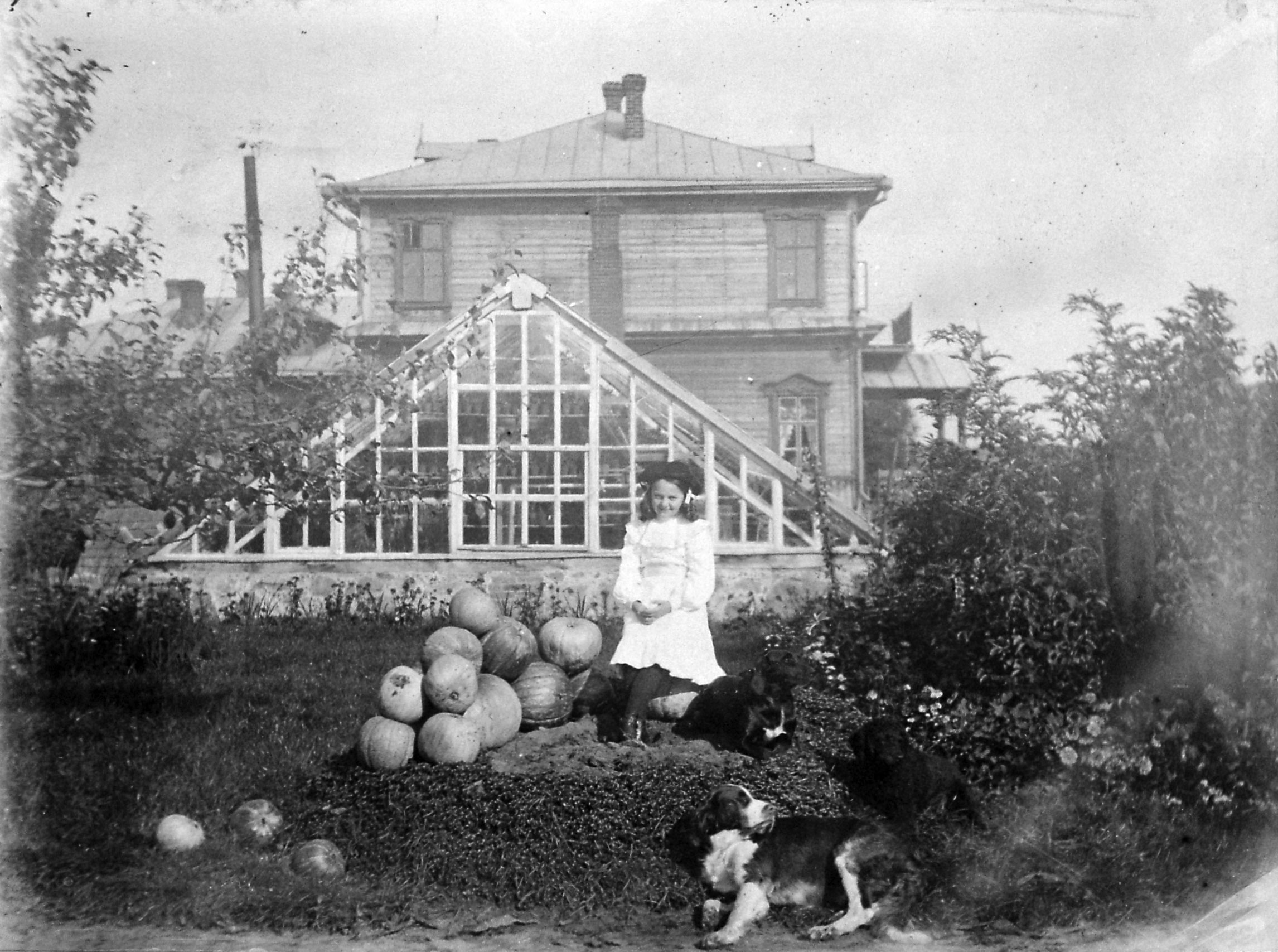
Усадьба, сентябрь 1905
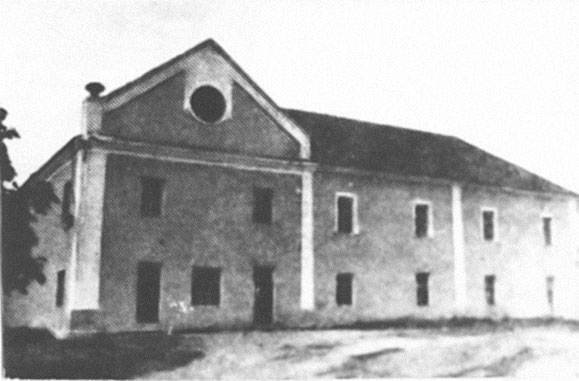
Улица Виленская. Монастырь доминиканцев, 1910
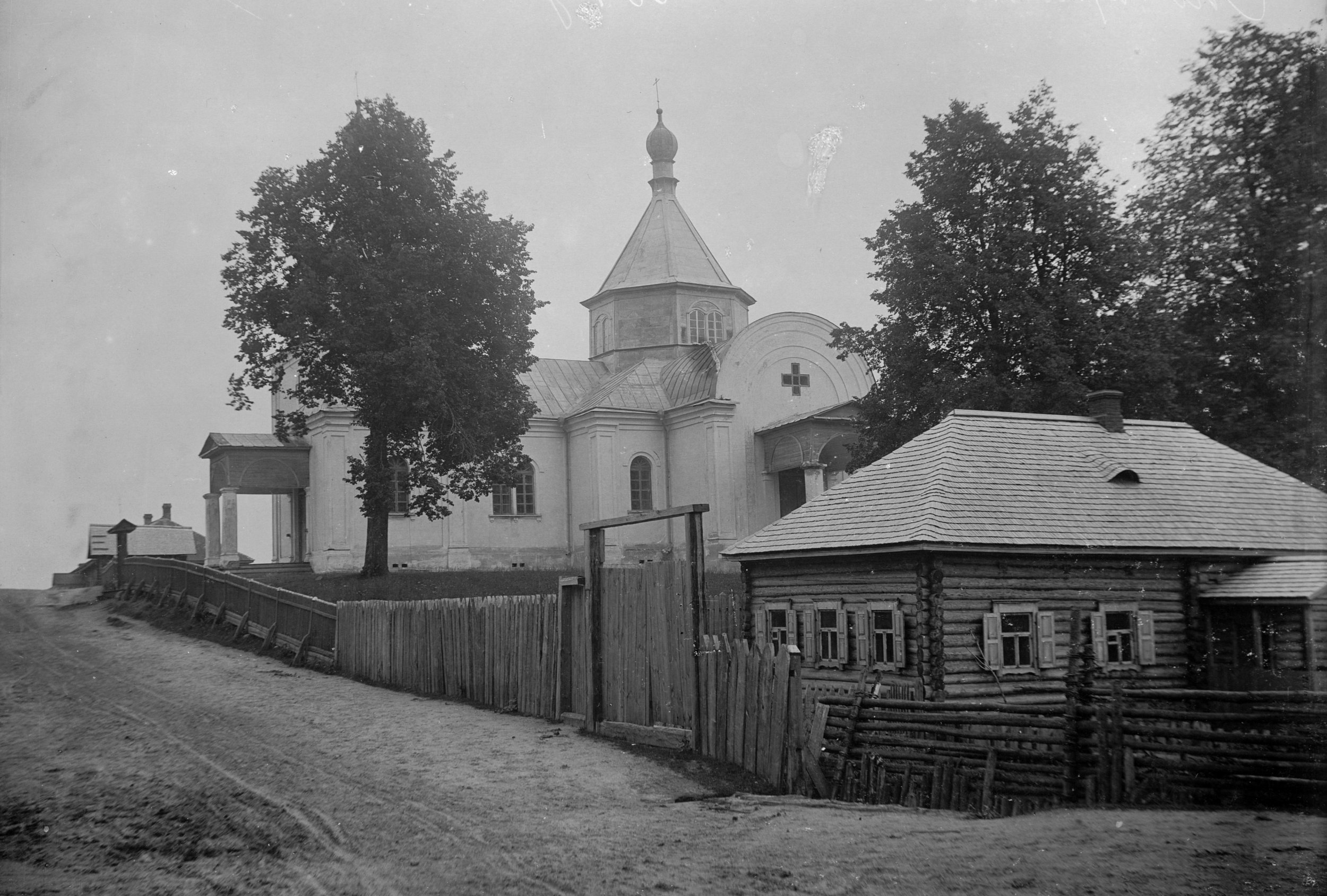
Улица Замковая. Успенская церковь, до 1914
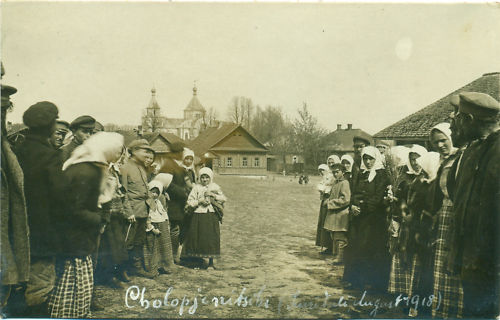
Рынок. Жители и церковь, 1918

## Население
Численность населения — 1 336 человек (на 1 января 2025 года).
- XIX век: 1844 — 702 чел.; 1880 — 539[10] или 1014[13] чел.; 1897 — 2254 чел.; 1900 — 2196 чел.
- XX век: 1917 — 1923 чел.; 1923 — 1923 чел.
- XXI век: 2002 — 1,6[14] тыс. чел.; 2005 — 1,7 тыс. чел.; 2006 — 1,6 тыс. чел.; 2008 — 1538[15] чел.; 
2009 — 1495[16] чел. (перепись); 2010 — 1 626[10] чел.; 2017 — 1398[17] чел.; 2018 — 1 381 чел.; 2023 — 1 370 чел.[18]; 2025 год — 1 336 человек[3].

## Инфраструктура
В Холопеничах работают средняя и музыкальная школы, детский социальный приют, больница, поликлиника, аптека, гостиница, Дом культуры (клуб), 2 библиотеки, отделение связи (почта), 4 магазина, столовая, кафе, церковь.
В городском поселке развита промышленная отрасль — работают филиал «Борисовского молочного комбината», филиал Крупского комбината бытового обслуживания, банк, участок электросети, лесничество.

### Улицы и площади
| Официальное название | Историческое название                                    |
| Улица Карла Маркса   | Виленская улица (начало) Гора Галькевицкая (продолжение) |
| Кошевого улица       | Горовая улица                                            |
| Ленинская улица      | Подберезская улица (начало) Узнацкая улица (продолжение) |
| Новосоветская улица  | Борисовская улица                                        |
| Первомайская улица   | Черейская улица                                          |
| Пролетарская улица   | Ковалевская улица                                        |
| Революционная улица  | Замковая улица                                           |

## Экономика
В городском посёлке расположены предприятия пищевой промышленности и машиностроения.

## Культура
- Дом культуры
- Музей ГУО «Холопеничская средняя школа имени М. Богдановича Крупского района»[19]

## Достопримечательность

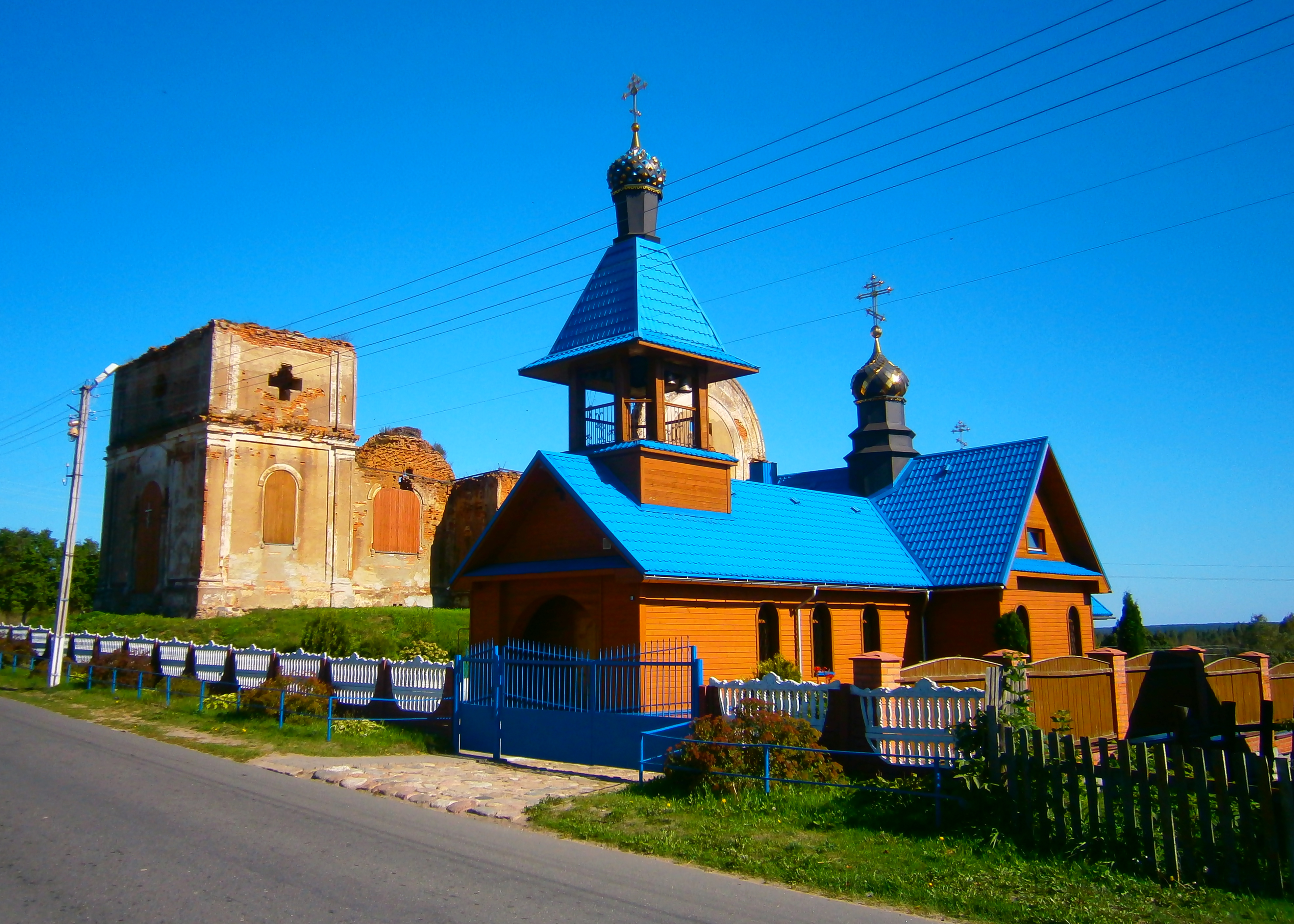
Свято-Успенская церковь

- Монастырь доминиканцев (пост. 1798)
- Руины Свято-Успенской церкви (Церковь Успения Пресвятой Богородицы) (пост. 1863)

### Памятник, скульптура
- Памятник Адаму Егоровичу Богдановичу
- Памятник на братской могиле 66 советским воинам, погибших в боях за освобождение Крупшины от немецко-фашистских оккупантов
- Памятник на могиле жертв фашизма
- Памятник в честь земляков, погибших в годы Великой Отечественной войны
- Памятник на могиле советских военнопленных, расстрелянных фашистами в 1941 г.
- Деревянная скульптура «Гном»
- Кладбище еврейское

### Утраченное наследие
- Костёл и монастырь кармелитов (пост. 1640)
- Кляштор мариавиток
- Синагога
- Памятник В. И. Ленину

## Известные лица
- Богданович Адам Егорович (1862—1940) — белорусский этнограф, языковед и фольклорист, отец Максима Богдановича[10];
- Гришанович Валерий Николаевич (1947—2007) — белорусский писатель[10];
- Евчик Надежда Семеновна (р. 1949) — белорусский языковед, доктор филологических наук[10];
- Семенюк Лукаш (1880—1921) — повстанческий атаман, один из активных повстанцев Белоруссии времён Гражданской войны.